# キーロフ
キーロフ（ロシア語: Киров, Kirov）はロシア中西部の都市。ヨーロッパ・ロシアの北東部、ウラル山脈の西側にあるキーロフ州の州都。ヴャトカ川の河畔に広がり、河港を持つほか、キーロフ駅はシベリア鉄道の主要駅の一つである。モスクワからは東へ約900km、最寄の都市キーロヴォ＝チェペツクからは西へ22km。
人口は2009年の時点で464,069人、2002年全ロシア国勢調査では457,578人。
1781年まではフルイノフ（Хлынов, Khlynov）、1934年まではヴャトカ（Вятка, Vyatka）と呼ばれていた。1934年に革命家セルゲイ・キーロフを記念して改称された。セルゲイ・キーロフにちなむものとしては、ほかにもロシア海軍の巡洋艦のクラス名・キーロフ級ミサイル巡洋艦などがある。

## 歴史

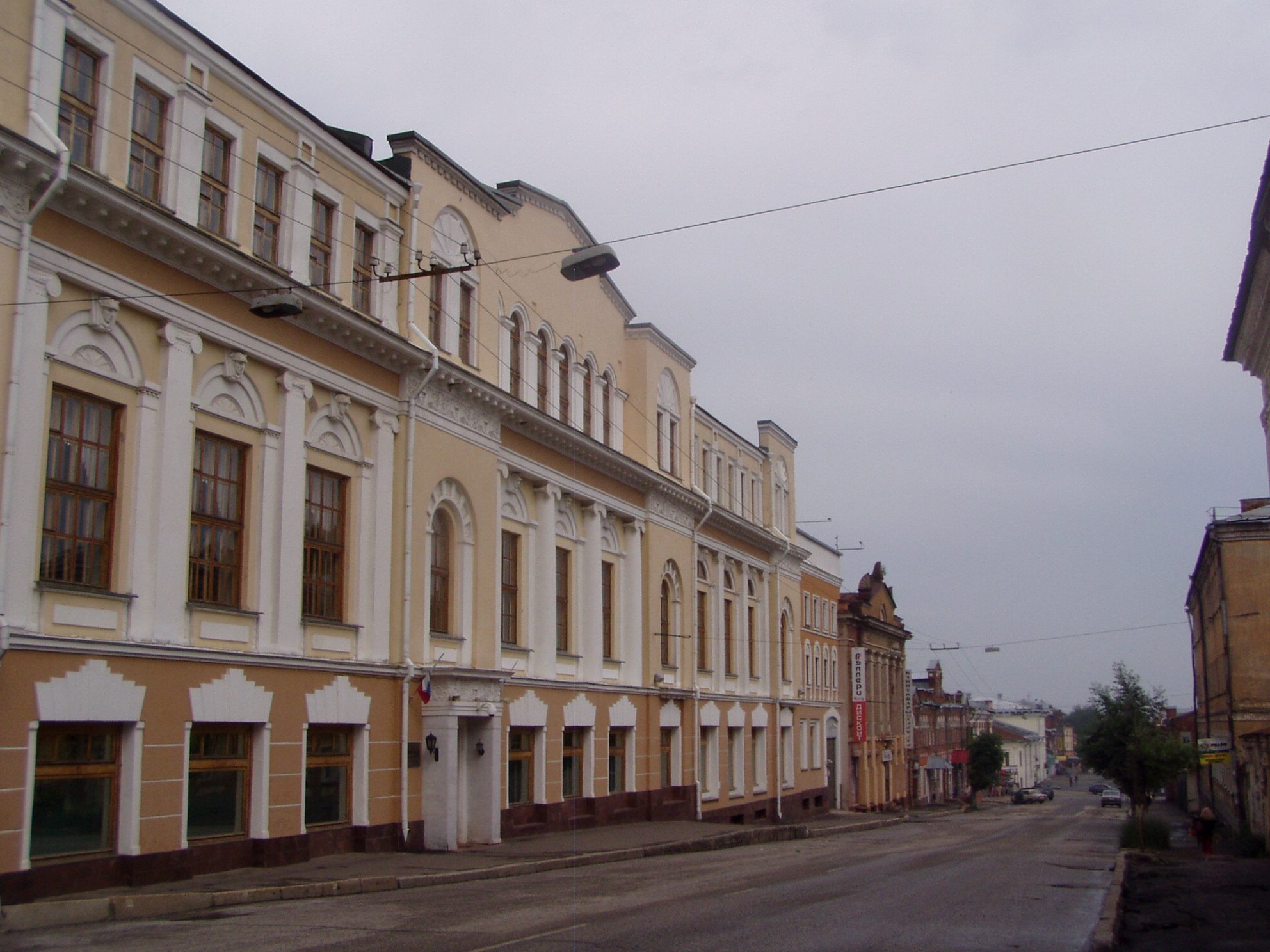
キーロフのスパスカヤ通り

ウラル山脈のすぐ西にあるフルイノフの砦は12世紀末にはノヴゴロド共和国の商人によって建設され、さらにニジニ・ノヴゴロドからの住民が東のジョチ・ウルス領内へ入植する過程での前哨ともなった。1374年の文書でははじめて、町としてフルイノフという地名が登場する。
14世紀から15世紀のフルイノフはニジニ・ノヴゴロド公国に属する町で、ニジニ・ノヴゴロドからは離れているため大幅な自治を謳歌していた。ロシアの古い町同様クレムリ（要塞）があり、2メートルほどの高さの壁で囲われていた。1489年にはフルイノフはイヴァン3世の遠征によりモスクワ大公国に併合され辺境の防衛拠点となった。しかしカザンを中心に勢力を誇っていたタタール人のカザン・ハン国に征服されたこともあった。タタール人はフルイノフを「フルン」（タタール語: Hılın）と呼んだ。

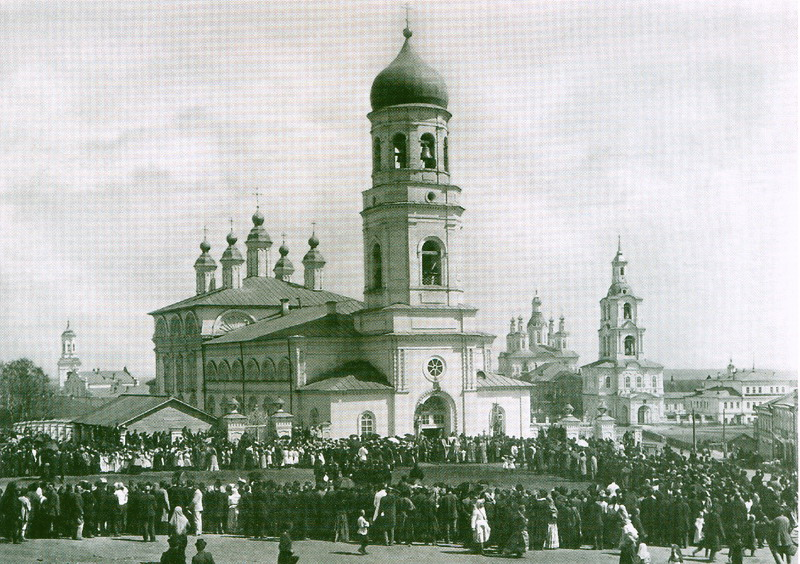
復活大聖堂。後方の至聖三者大聖堂ともどもソ連時代に取り壊された

フルイノフは古くから農産物の集散や工芸品作りで栄えた。近郊のディムコヴォ村で作られる土製の人形や笛などのおもちゃで知られ、現在でもディムコヴォ人形やヴャトカ人形などと呼ばれる。街の最古の建築は、1689年に遡る、5つのドームを頂く生神女就寝大聖堂である。
1781年にはフルイノフはヴャトカと改名された。1796年、エカチェリーナ2世の地方行政改革でヴャトカ県が新設され、ヨーロッパ・ロシア北東部最大の町であったヴャトカはその県都となった。一方で18世紀から19世紀のヴャトカは流刑地でもあり、思想家アレクサンドル・ゲルツェン、建築家アレクサンドル・ヴィトベルク、風刺作家ミハイル・サルトィコフ＝シチェドリンら反体制派の高位の人物がヴャトカへ流刑にされている。19世紀末にはシベリア鉄道が開通し、その重要な駅が置かれたヴャトカには工場などが集まり始める。
1917年から1922年までのロシア内戦では、シベリア鉄道上の要衝であるヴャトカは赤軍と白軍との戦場となり、町は大きく破壊された。1934年12月1日に共産党の指導者であったセルゲイ・キーロフが暗殺されると、同年12月7日、彼の故郷に近いヴャトカ市は彼を記念してキーロフと改名された。
1991年のソビエト連邦の崩壊以後、市名をヴャトカに戻す提案もあったが立ち消えになり現在に至っている。

## 経済

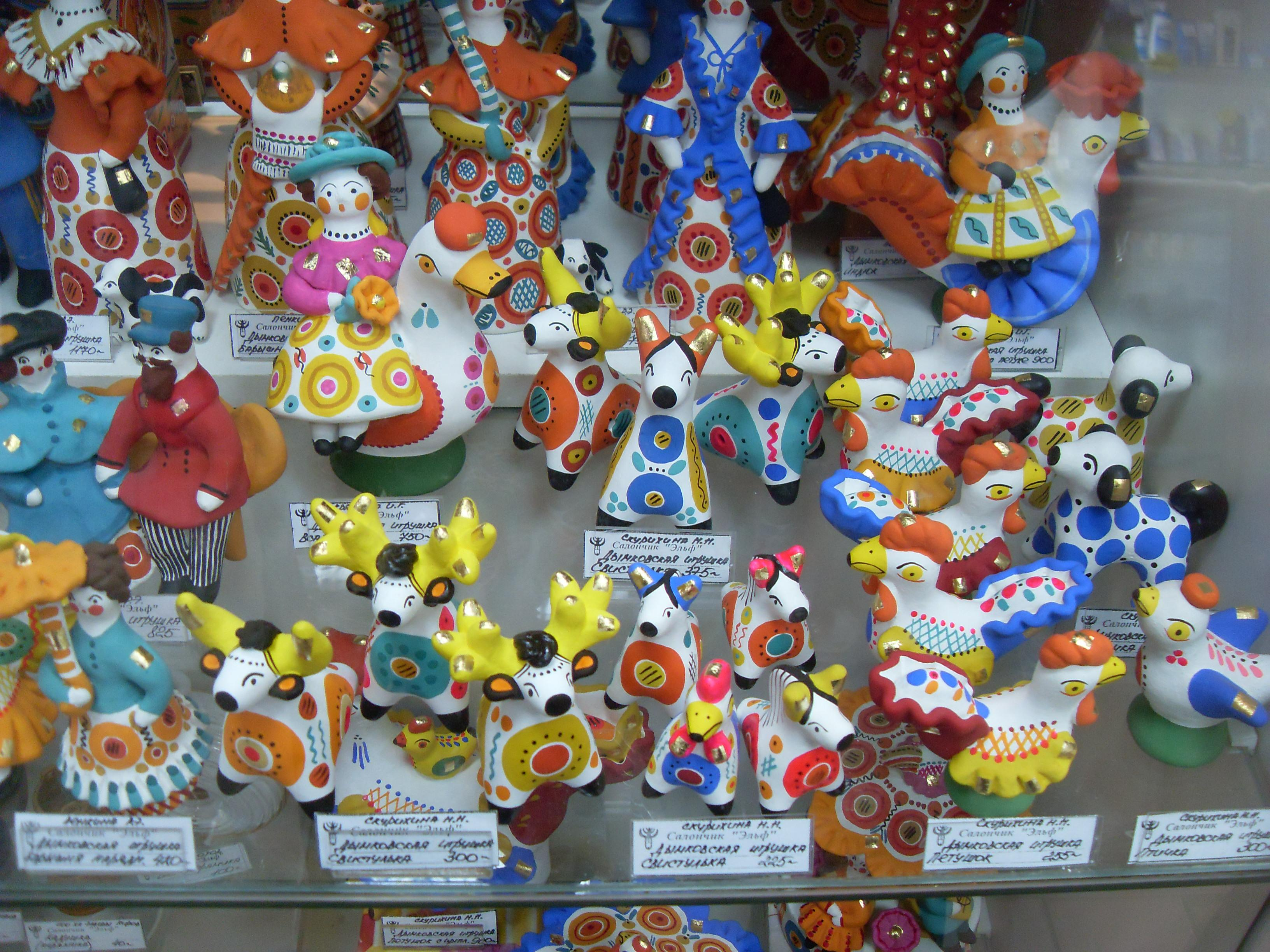
ディムコヴォ人形（ヴャトカ人形）

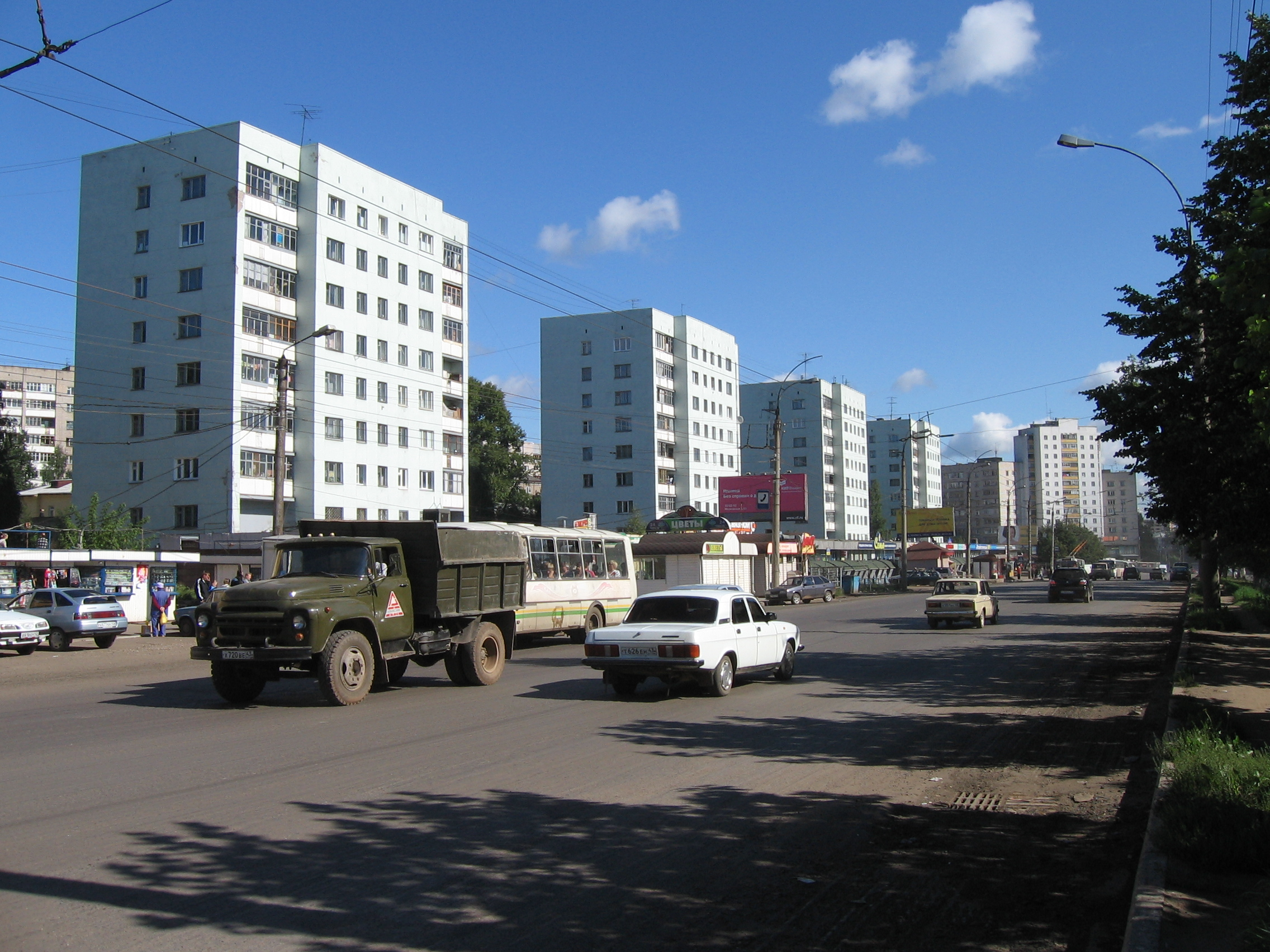
キーロフ市街地

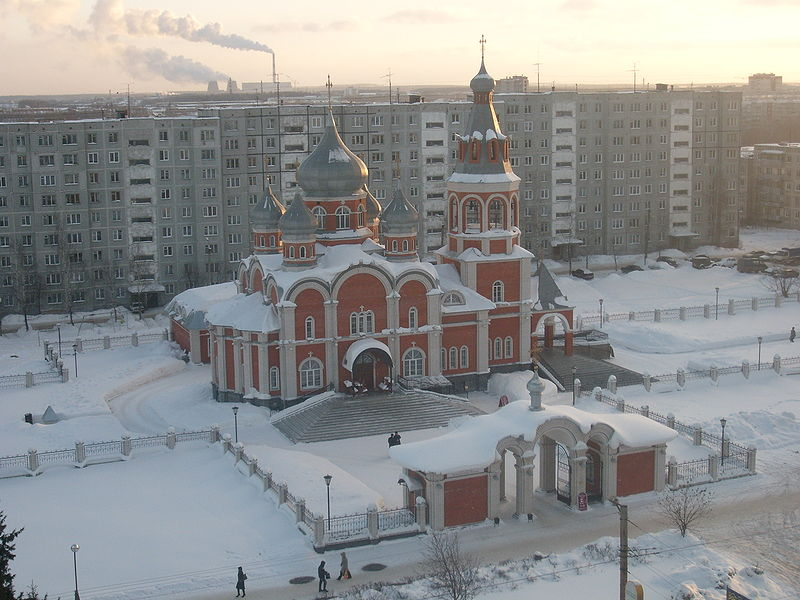
キーロフの聖パンテレイモン聖堂

キーロフはシベリア鉄道などが通る鉄道の中心地で、さらにヴャトカ川の港もある水運の中心でもある。1943年にはトロリーバスが市内に開通している。同じ年に路面電車も運行を始めたが、今は運行していない。
ソ連崩壊以後のキーロフの道路事情や交通事情は芳しくない。キーロフ河川港は1990年代末に破産し、船は他の地域に売られるなどしている。キーロフの空港はポベディロヴォ空港であるが、1990年代に閉鎖され不定期便のみが運航していた。2003年から2006年の夏季には複数の航空会社がモスクワ行きやクラスノダール行きの路線を開設しようとするなど再開の機運が見られ、2006年以後は地元の航空会社がモスクワ便を運航している。
工業は機械工業が中心で、自動車製造、電気工業、電子工業、金属工業、木材加工などが盛ん。20世紀のはじめより、この町は重要な工業の拠点とされ多くの工場が立地した。16世紀以来の土人形作りでも知られる。

## 文化

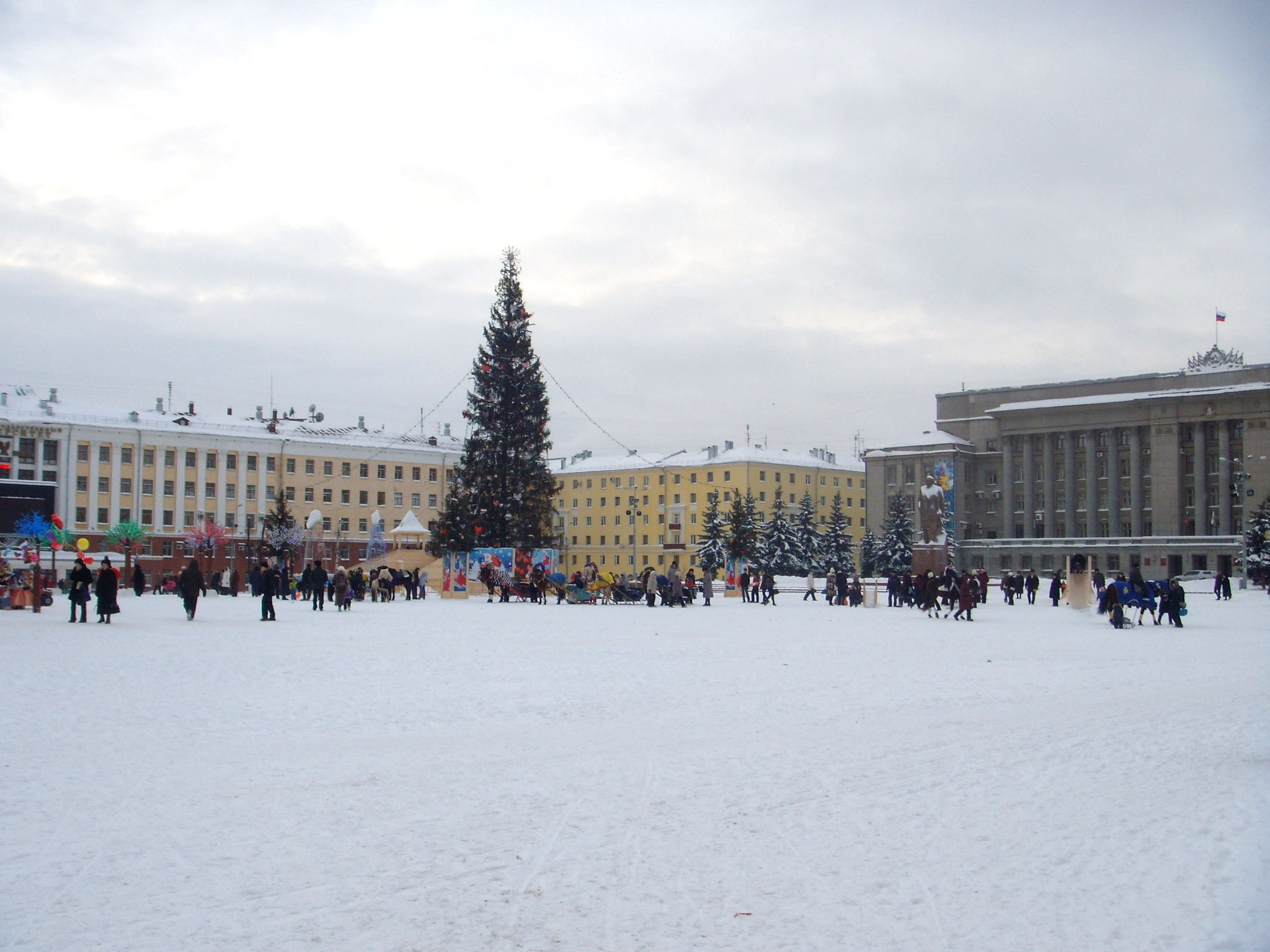
キーロフの劇場広場の新年の飾りつけ

キーロフには複数の美術館・博物館、劇場、大学等が所在する。モスクワ法学アカデミーの分校、ロシア教育アカデミーの分校、モスクワ人間学・経済学研究所の支部などがあるほか、キーロフ医科大学、キーロフ農業アカデミー、キーロフ師範大学などがある。
プラウダ紙（2005年1月4日）の記事によれば、キーロフでは双子の出生率が特に高いという。

## 姉妹都市
- シェドルツェ（ポーランド）
- ヌヴェール（フランス）
- ダージング（ドイツ）
- ペスカンティーナ（イタリア）